# Ginnastica artistica ai I Giochi panamericani giovanili
Le competizioni di ginnastica artistica ai I Giochi panamericani giovanili si sono svolte 26 al 30 novembre a Cali, in Colombia

## Podi

### Ragazzi
| Evento                | Oro                                                                | Argento                                                                | Bronzo                                                                      |
| Gara a squadre        | Stati Uniti Tobias Liang Cole Patridge Vahe Petrosyan David Shamah | Brasile Yuri Guimarães Diogo Paes João Victor Perdigão Gustavo Pereira | Colombia Esteban Hoyos Fernando Larrahondo Esteban Villa Ruiz Andres Vargas |
| All-Around            | Vahe Petrosyan                                                     | Luciano Letelier                                                       | Tobias Liang                                                                |
| Corpo libero          | Tobias Liang                                                       | Luciano Letelier                                                       | Ariel Villalobos                                                            |
| Cavallo con maniglie  | David Shamah                                                       | Edward Alarcón                                                         | Gustavo Pereira                                                             |
| Anelli                | Jabiel Polanco                                                     | Edward Alarcón                                                         | Ariel Villalobos                                                            |
| Volteggio             | Ricardo Torres                                                     | Edward Gonzales                                                        | Cesar Lopez                                                                 |
| Parallele simmetriche | David Shamah                                                       | Yuri Guimarães                                                         | Diogo Paes                                                                  |
| Sbarra                | Diogo Paes                                                         | Vahe Petrosyan                                                         | Esteban Villa Ruiz                                                          |

### Ragazze
| Evento                 | Oro                                                                    | Argento                                                           | Bronzo                                                                         |
| Gara a squadre         | Stati Uniti Kailin Chio Madray Johnson Katelyn Jong Tiana Sumanasekera | Brasile Gabriela Barbosa Andreza Lima Gabriela Reis Josiany Silva | Messico Mariangela Flores Marianna Malpica Alejandra Martinez Gabriela Mendoza |
| All-around             | Katelyn Jong                                                           | Kailin Chio                                                       | Aurélie Tran                                                                   |
| Volteggio              | Tiana Sumanasekera                                                     | Katelyn Jong                                                      | Andreza Lima                                                                   |
| Parallele asimmetriche | Madray Johnson                                                         | Aurélie Tran                                                      | Kailin Chio                                                                    |
| Trave                  | Madray Johnson                                                         | Katelyn Jong                                                      | Andreza Lima                                                                   |
| Corpo libero           | Kailin Chio                                                            | Katelyn Jong                                                      | Mariangela Flores                                                              |